# Лігія Крааг-Кетельдайк
Пані Лігія Луїза Ірен Крааг-Кетельдайк (англ. Lygia Kraag-Keteldijk; 18 липня 1941, Парамарибо) — суринамський політик та дипломат. Міністр закордонних справ Суринаму (2005-2010 рр.).

## Життєпис
Народилася 18 липня 1941 року в Парамарибо. У 1959 році вона закінчила середню школу та поїхала до Нідерландів, щоб вивчати незахідну соціологію в Утрехтському університеті. 
До 1977 року вона працювала в Nederlands Instituut voor Maatschappelijke Opbouw (NIMO). У 1977 році Крааг-Кетельдайк почала працювати в міністерстві юстиції та поліції Суринаму. У 1981 році вона повернулася до Нідерландів, щоб працювати в міністерстві соціальних справ і зайнятості. У 2000 році Крааг-Кетельдайк стала директором з політичних питань в кабінеті президента Рональда Венеціана.
2 вересня 2005 року Крааг-Кетельдайк була призначена міністром закордонних справ Суринаму та обіймала цю посаду до 12 серпня 2010 року. Під час її каденції на посаді Міністра закордонних справ, 20 вересня 2006 року, між Суринамом та Україною були встановлені дипломатичні відносини. 
3 жовтня 2007 року вона виступила на Генеральній Асамблеї ООН щодо зміни клімату в Суринамі.